# Xerohippus cyprius
Xerohippus cyprius är en insektsart som beskrevs av Boris Petrovich Uvarov 1942. Xerohippus cyprius ingår i släktet Xerohippus och familjen gräshoppor. Inga underarter finns listade i Catalogue of Life.